# ABS-3
ABS-3はアジア・ブロードキャスト・サテライト(ABS)の所有する人工衛星。以前にはアギラ2号、ABS-5の名称もあった。

## 運用

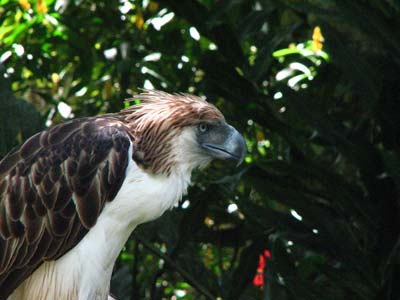
アギラの由来のフィリピンワシ

衛星は1997年8月20日、長征3号Bによって西昌衛星発射センターから打ち上げられ、東経146°の位置に投入されている。打ち上げられた当初はフィリピンのマブハイ・サテライトが所有しており電気通信サービスに利用され、フィリピンワシにちなんでアギラ2号(Agila 2)と呼ばれていた。
スペースシステムズ/ローラル製であり、通信範囲はアジア太平洋地域をカバーしている。地上局はフィリピンのスービック経済特別区にある。フィリピンが所有した状態で打ち上げられた最初の衛星ではあるが、フィリピンが最初に所有した衛星ではない。アギラ2号の打ち上げより1年前にインドネシア企業パシフィック・サテリット・ヌサンタラから軌道上にあるパラパB-2Pの所有権を購入し、アギラ1号(マブハイ)として手に入れている。
2009年にABS社が所有権を取得し、ABS-5と名称が変更された。さらに2011年、ABS-5は ABS-3に改名され3度西の位置へ移動させられた。ABS-3Aが2015年3月1日にABS-3の置換用として打ち上げられている。

## 能力
ABS-3は30基の27ワットCバンドトランスポンダと24基の110ワットKuバンドトランスポンダと12基の高出力220ワットトランスポンダが組み合わされた構成になっている。EOLで総DC電源は8200ワットと見積もられている。パワーウェイトレシオが5:1であり、工業的に最も効率的な衛星の1つとなっている。190チャンネルの高画質デジタル番組を家庭用やケーブルテレビ業者のアンテナに送信でき、5万の同時双方向通話を処理できる。

## 設計
当初この衛星はマブハイ社とフィリピン長距離電話、High Rise Realty Development Corporation、ピリピノ・テレフォン(Piltel)、 Beijing High Den Enterprises Limited、Walden Group of Companies、GMAネットワーク、Philippine Satellite Corporation、Cable Entertainment Corporation、シー・ヤップグループ、フィリピン通信衛星などのいくつかの企業の合弁事業であった。衛星バスにはスペースシステムズ/ロラール製FS-1300を採用しており、おおよそ2億4300万円がかかったとみつもられている。
衛星の設計運用期間は15年であった。

## 範囲
Kuバンドでは台湾、中国本土、ベトナム、フィリピンをカバーしている。24基のKuバンドトランスポンダは地上制御で220ワット増幅装置を持つ12基の高出力トランスポンダと組み合わされ、衛星放送のデジタルTVサービスに利用されている。
Cバンドでは東アジア、南アジア、東南アジア、西太平洋、ハワイなどの地域をカバーしている。最大15Mbit/sのダウンリンク能力でインターネット接続ができる。また、ABS-CBNなどのフィリピンの放送局はこの衛星のCバンド能力を信号分配と衛星ニュース収集に使っている、

## 註釈
1. ↑  McDowell, Jonathan. “Launch Log”. Jonathan's Space Page. 2014年7月6日閲覧。
2. ↑  “Jonathan's Space Report No. 331”. 2009年8月8日時点のオリジナルよりアーカイブ。2009年2月2日閲覧。
3. ↑  “Archived copy”. 2009年2月9日時点のオリジナルよりアーカイブ。2009年1月26日閲覧。
4. ↑  “Mabuhay acquires Indon satellite;sets new orbit”. Manila Standard. (1996年7月25日) 2015年3月6日閲覧。
5. 1 2 3  “Agila 2 / ABS 5 → ABS 3”. space.skyrocket.de. 2018年1月25日閲覧。
6. ↑  Graham, William (2015年3月1日). “SpaceX Falcon 9 launches debut dual satellite mission”. NASA SpaceFlight 2015年9月28日閲覧。
7. ↑  “Philippine Company Sells Mabuhay Satellite Corp. - SpaceNews.com” (英語). SpaceNews.com. (2009年11月16日) 2018年1月25日閲覧。